# Monument Charles Rogier
Le Monument à Charles Rogier est une statue sculptée par Guillaume De Groot érigée au centre de la place de la Liberté à Bruxelles à la mémoire de Charles Rogier (1800-1885), homme politique belge qui fut membre du Gouvernement provisoire de Belgique, membre du Congrès national, parlementaire, ministre et chef de cabinet.

## Localisation et historique
La statue se dresse au centre de la place de la Liberté, au cœur du quartier des Libertés, ancien quartier Notre-Dame-aux-Neiges redessiné à partir de 1874 par l'architecte Antoine Mennessier et dédié à la glorification de la révolution belge et des libertés constitutionnelles.
On trouve en effet dans ce quartier :
- la rue de la Révolution, la place des Barricades, la rue du Gouvernement Provisoire et la rue du Congrès ;
- la place de la Liberté, d'où rayonnent quatre rues consacrées aux quatre libertés constitutionnelles (liberté de la Presse, des Cultes, d'Association et de l'Enseignement) : rue de la Presse, rue des Cultes, rue de l'Association et rue de l'Enseignement ;
- la place Surlet de Chokier, qui honore la mémoire du premier souverain de Belgique, le régent Érasme-Louis Surlet de Chokier ;
- la colonne du Congrès, le Monument à Charles Rogier et la Statue de la Brabançonne.

Le Monument à Charles Rogier a été réalisé en 1897 par le sculpteur Guillaume De Groot et est donc postérieur d'une vingtaine d'années aux immeubles qui entourent la place de la Liberté, érigés sur des plans établis en 1876-77 par l'architecte Wynand Janssens,.

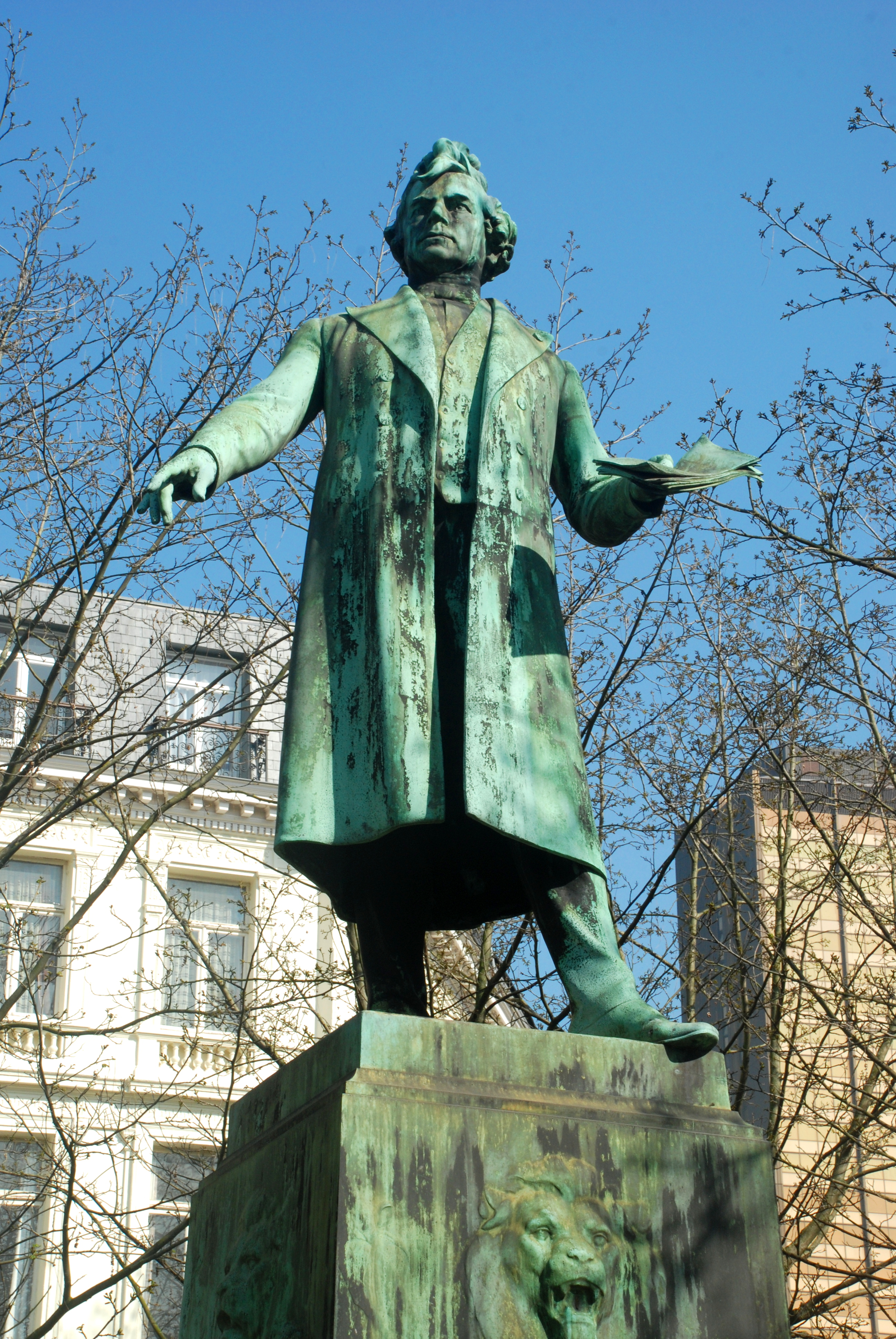
La statue en bronze de Charles Rogier.

## Description

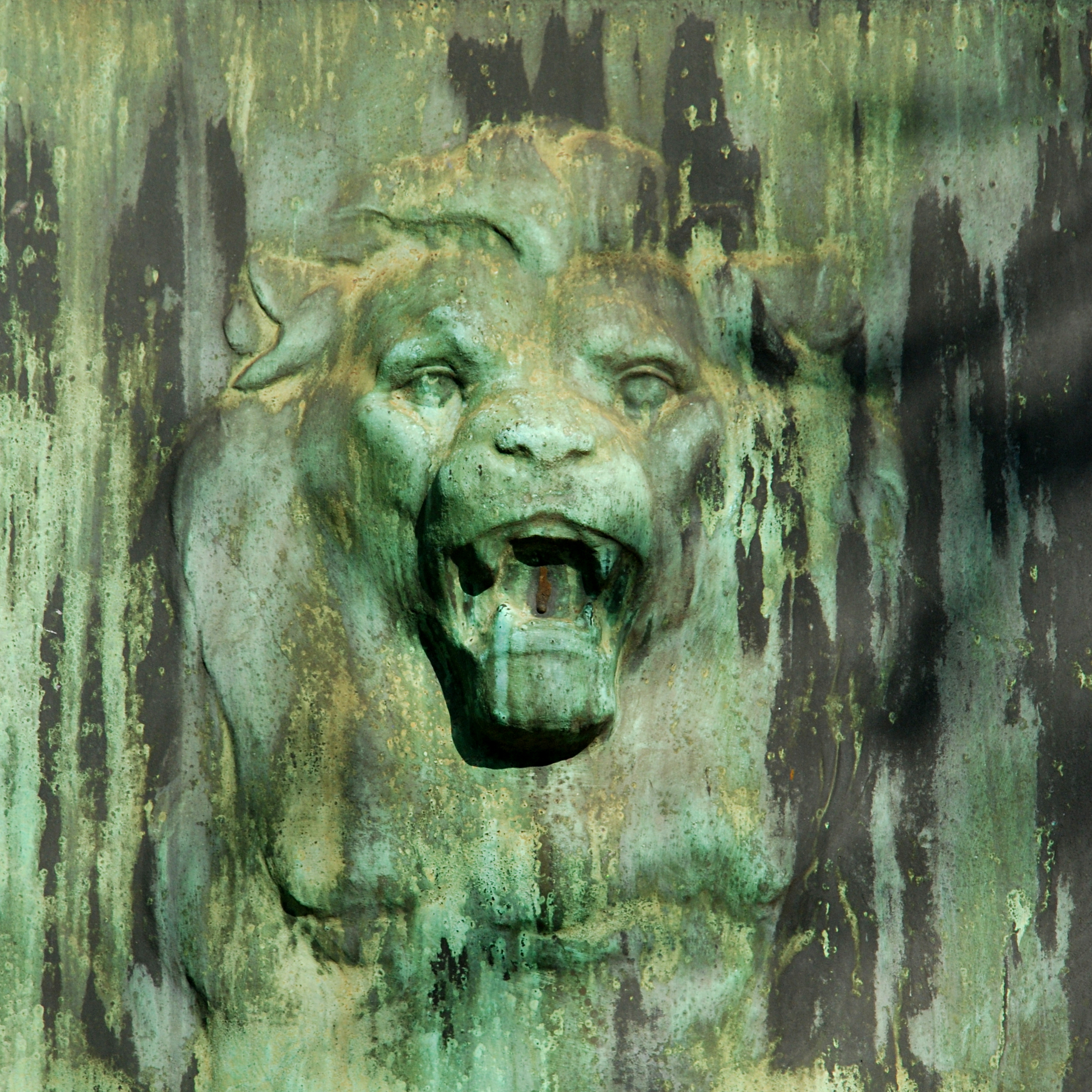
Un lion du piédestal.

Le monument est constitué d'une statue en bronze du ministre, dressée sur un socle en bronze de section rectangulaire orné de figures de lions. « Au pied de ceux-ci sont disposés des couronnes de lauriers et les faisceaux de la loi. À l'arrière du monument, on retrouve une couronne ainsi que des branches feuillues d'acacia, symbole d'immortalité et de renaissance ».
Le socle en bronze est supporté par un piédestal en marbre brun à degrés.
Le socle en bronze porte sur deux de ses faces un hommage bilingue à Charles Rogier :

« À Charles Rogier
     
1800 - 1885
 
Hommage National »

« Nationale

Huldebetuiging

Aan karel Rogier
     
1800 - 1885 »

Le piédestal en marbre porte sur ses quatre faces un hommage en français aux réalisations de Rogier.
La face sud du piédestal, tournée vers la rue du Congrès, rend hommage à ses activités de journaliste et de révolutionnaire durant la période 1824-1831 :

« 1824-1830
     
Défense des Libertés Publiques
 
1830 - 1831
 
Gouvernement Provisoire
 
Congrès National »

La face ouest évoque la période 1832-1834, où il fut ministre de l'Intérieur, et la période 1840-1841, où il fut ministre des Travaux publics :

« 1832-1834
     
Création du Service de l'Hygiène Publique

Le premier Réseau Continental de Chemins de Fer
 
1840 - 1841
 
Réformes dans l'Enseignement, les Concours
 
Encouragements à l'Art et à la Littérature »

Sur la face ouest est gravé un hommage à ses réalisations en tant que premier ministre, poste qu'il occupa à deux reprises :

« 1847-1852
     
Les Misères des Flandres Soulagées

Réformes Administratives, Politiques et Économiques
 
1857 - 1861
 
Réformes dans le Service de la Voirie Vicinale
 
L'Enseignement Agricole »

La dernière face du piédestal (la face arrière) met l'accent sur les progrès qu'il engrangea en matière de liberté commerciale dans le cadre du portefeuille de ministre des Affaires étrangères qu'il cumula avec le poste de premier ministre, ainsi que sur la fin de sa carrière politique, consacrée au Parlement :

« 1861-1868
     
Développement de la liberté commerciale

Traité avec l'Angleterre, la Suisse, l'Espagne

Le Zollverein, l'Italie, les Pays-Bas, les États-Unis

Affranchissement de l'Escaut

1868 - 1885

Travaux Parlementaires

Présidence de la Chambre des Représentants »

## Autres monuments à Charles Rogier
Un autre monument important rendant hommage à Charles Rogier par Camille Marc Sturbelle se trouve à Liège, la ville où a grandi l'homme d'État.

## Accessibilité
| ___ | Ce site est desservi par la station de métro : Madou. |